# Excubites

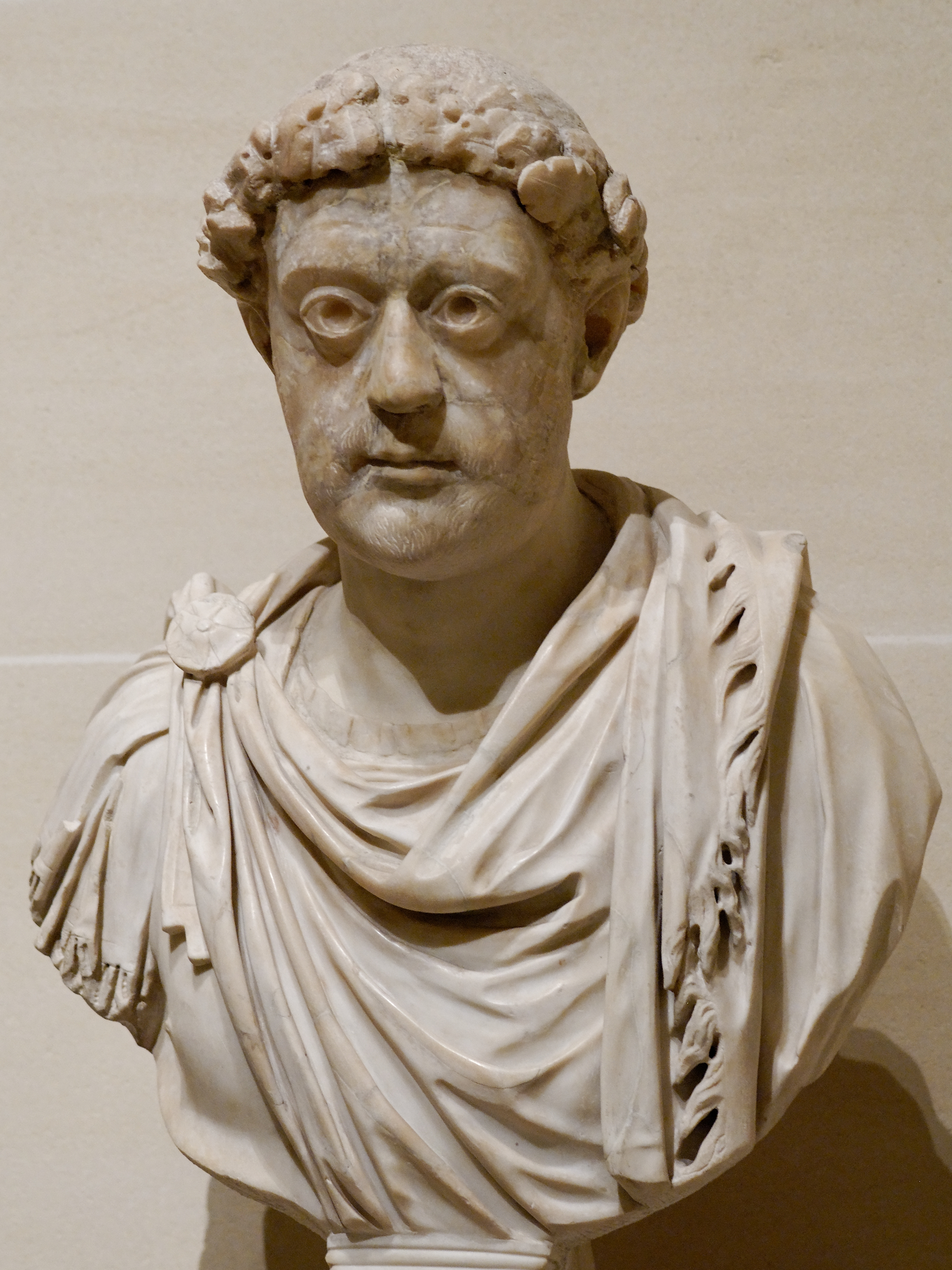
Léon Ier créa les Excubites pour remplacer les Scholes et pour contrer le magister militum Aspar et l'influence des Germains dans l'armée.

Les Excubites (en latin : excubitores ou excubiti, litt. « ceux qui sortent du lit », c.-à-d. « les sentinelles » ; en grec ancien : Έξκουβίτορες / Exkoubítores ou Έξκούβιτοι / Exkoúbitoi) furent fondés vers 460 pour servir de garde personnelle aux premiers empereurs byzantins. Leurs commandants acquirent rapidement une grande influence et donnèrent à l’Empire byzantin plusieurs empereurs au VIe siècle. Si les Excubites disparaissent progressivement des annales vers la fin du VIIe siècle, ils furent reformés vers le milieu du VIIIe siècle et devinrent un tagma d’élite formant le noyau professionnel de l’armée byzantine. On les mentionne pour la dernière fois en 1081.

## Historique
Les Excubites furent fondés dans l’Antiquité tardive par l’empereur Léon Ier (emp. 457-474) vers l’année 460 pour remplacer les Scholes, troupe d’élite à l’origine ne servant plus sous Justin et Justinien que lors des parades militaires. Au nombre de 300 hommes, ils étaient surtout recrutés parmi les Isauriens, énergiques et belliqueux, pour contrebalancer l’influence du magister militum Aspar et de l’importante composante germanique au sein de l’armée romaine d’Orient,,. Contrairement aux autres régiments des Scholae Palatinae, qui servaient au palais sous le commandement du magister officiorum et finirent par ne plus servir qu’aux parades militaires, les Excubites conservèrent longtemps leur capacité de troupes d’élite,,. Contrairement aux Scholes qui étaient stationnés un peu partout en Thrace et en Bythinie, les Excubites étaient cantonnés au palais impérial et formaient pratiquement au VIe siècle la seule garnison de Constantinople. Leur statut privilégié permettait tant aux officiers qu'aux simples soldats d’être chargés d'affectations spéciales, y compris diverses missions diplomatiques.
Le régiment était commandé par le « comte des Excubites » (en latin : comes excubitorum ; en grec : κόμης τών έξκουβίτων/έξκουβιτόρων, komēs tōn exkoubitōn/exkoutitorōn), lequel, en raison de sa proximité avec l’empereur, devint un fonctionnaire très important aux VIe et VIIe siècles. Cette position, dont on trouve trace jusqu’aux environs de l’an 680, était traditionnellement réservée à de proches parents de la famille impériale et faisait souvent de son titulaire un héritier présomptif,. C’est ainsi que, grâce à l’appui de ses hommes, Justin Ier (emp. 518-527), qui occupait ce poste lors de la mort d’Anastase Ier, put accéder au trône,. De la même façon, c’est grâce aux Excubites que Justin II (emp. 565-578) put accéder au trône sans contestation ; le comte d’alors, Tibère, était un ami personnel qui avait été nommé à ce poste grâce à l’intervention de Justin. Tibère fut le bras droit de l’empereur pendant tout son règne et lui succéda sous le nom de Tibère II (emp. 578-582),. Encore une fois, ce fut son propre comes excubitorum, Maurice (emp. 582-602), qui lui succéda. Pendant le règne de Maurice, le poste fut détenu par son beau-frère, Philippicos, et sous Phocas (emp. 602-610) par Priscus. Toutefois, les intrigues de personnages comme Priscus ou celles de Valentin, usurpateur en puissance au début des années 640, firent en sorte que cette position fut progressivement dépouillée de ses trop grands pouvoirs et finit par disparaitre temporairement dans la dernière moitié du VIIe siècle.
Après un intervalle allant de la fin du VIIe à la première moitié du VIIIe siècle, les Excubites réapparaissent dans les sources sous le commandement cette fois du « domestique des Excubites » (δομέστικος τών έξκουβίτων/έξκουβιτόρων, domestikos tōn exkoubitōv/exkoubirorōv), en tant que l’un des tagmata impériaux, l’armée centrale d’élite créée par Constantin V (emp. 741-775),. Dans leurs nouvelles fonctions, les Excubites ne servaient plus de gardes au palais impérial, mais étaient activement engagés dans les campagnes militaires. À l’époque, ils servaient également de contrepoids aux armées thématiques, unités populaires et territoriales, mobilisables pour la défense des provinces, tout en constituant un instrument privilégié dans la mise en œuvre de la politique iconoclaste de Constantin V. Leur loyauté était telle que la régente Irène, iconodule, dut les désarmer de force en 786.
À l’origine, les domestiques étaient des dignitaires de rang peu élevé. Simples spatharioi, ils étaient moins susceptibles de menacer le pouvoir impérial. Toutefois, leur importance ne cessa de croître. Alors que dans le Taktikon Uspensky (vers 842), le domestique des Excubites vient après les strategoi des armées thématiques, on le retrouve dans le Klētorologion de 899 devançant ceux-ci et venant même avant l’éparque de Constantinople. Au cours de cette même période, le titre fut élevé à celui de prōtosphatharios et même de patrikios sous Léon V (emp. 813-820),,. Le plus illustre des domestiques des Excubites de l’époque fut Michel II l’Armorien (emp. 820-829) dont les partisans renversèrent l’empereur Léon V l’Arménien pour installer leur commandant sur le trône. Dans la deuxième moitié du Xe siècle, probablement sous Romain II (emp. 959-963), le régiment, tout comme les autres tagmata, fut scindé en deux unités, l’une stationnée en Occident, l’autre en Orient, chacune ayant son propre domestique,.
À l’instar de presque tous les autres tagmata, celui des Excubites ne put survivre aux grands bouleversements qui marquèrent la fin du XIe siècle, alors que les invasions étrangères et les guerres civiles incessantes détruisirent presque entièrement l’armée byzantine. La dernière mention des Excubites se trouve sous la plume d’Anne Comnène où on les voit prendre part dans l’Alexiade à la bataille de Dyrrachium en 1081 sous Constantin Opos,,. Ils furent supprimés la même année par Alexis Ier qui confia la garde du palais aux Varègues, dont la loyauté était à toute épreuve.

## Structures
On ne connait pas la structure interne du régiment des Excubites. On sait toutefois qu’il s’agissait d’une unité de cavalerie dont les officiers étaient appelés scribones. Selon Warren Treadgold, ceux-ci auraient joué un rôle similaire à celui des décurions de cavalerie, chacun commandant une troupe de 30 hommes ; toutefois, selon John B. Bury, les scribones, quoique associés aux Excubites, seraient demeurés un corps indépendant.
Une fois reformé et devenu un tagma, le régiment (connu sous son nom collectif τό έξκούβιτον ou τά έξκούβιτα) avait une structure similaire, à peu de chose près, à celle des autres tagmata. Le domestique était assisté d’un topotērētēs (en grec : τοποτηρητής, lit. « celui qui remplace » ou « lieutenant ») et d’un chartoularios (en grec : χαρτουλάριος, « secrétaire »). Le régiment lui-même était divisé au moins en dix-huit banda, chacune probablement commandée par un skribōn (en grec : σκρίβων). À leur tour, celles-ci étaient subdivisées en sous-unités dirigées par un drakonarios (en grec : δρακονάριος, dérivé du latin tardif draconarius) et incluait trois catégories de porte-étendards qui jouaient le rôle d’officiers juniors : les skeuophoroi (en grec : σκευοφόροι, « porte-étendards »), les signophoroi (en grec : σιγνοφόροι, « ceux qui font les signaux ») et les sinatores (en grec : σινάτορες, du latin tardif, sénateur, titre alors fortement dévalué),. Il y avait également des mandatores (en grec : μανδάτορες, des messagers) sous un prōtomandatōr, dont certains étaient appelés également legatarioi (en grec : λεγατάριοι).
On ne peut déterminer avec précision le nombre d’hommes que comprenait le tagma ou ses sous-divisions ; comme pour les autres tagmata, les historiens divergent à ce sujet. S’appuyant sur les listes d’officiers et les comptes-rendus des géographes arabes Ibn Khurdādhbah et Qudāmah, l’historien Warren Treadgold soutient qu’il s’élevait à environ 4 000 hommes, chiffre qui fut porté à 6 000 dans le cas des Scholes et des Excubites lors de la division des régiments au Xe siècle. D’autres historiens, dont John Haldon, ont revu ces estimations et les établissent à environ 1 000 hommes pour chaque tagma.